# Глюк’oZa Nostra
«Глюк’oZa Nostra» — дебютный альбом российской поп-певицы Глюк’oZa, выпущенный студией Монолит 27 мая 2003 года и одноимённый концертный тур в её поддержку. На диске представлено 10 композиций. С пластинки было выпущено пять синглов, ставших хитами, что также повлияло на успех альбома. В рамках промокампании Глюк'oZa посетила множество телевизионных шоу, а также отправилась в турне «Глюк’oZa Nostra» с сентября 2003 года.

## История создания
К 2001 году у Максима Фадеева появилась идея нового музыкального проекта, который заключался в простой музыкальной подаче и детском голосе. Первым записанным треком стала песня «Шуга», которую продюсер сочинил на трехоктавном синтезаторе своего сына Саввы, вспоминая об услышанной в детстве мелодии пожилого шарманщика. В дальнейшем продюсер за неделю написал ещё несколько композиций: «Невеста», «Ненавижу» и «Малыш». На пробных демозаписях пел сам Фадеев, а также его супруга Наталья. Сейчас сложно сказать, на каком этапе к проекту решили привлечь Наталью Ионову и с каких пор на записях все-таки зазвучал её вокал.
Альбом записывался в Праге (Чехия). В альбом вошли 10 композиций, которые Наталья записала в сотрудничестве с продюсером Максимом Фадеевым. Три сингла с альбома — «Шуга», «Ненавижу» и «Невеста» — выпущенные в преддверии релиза альбома, продержались на вершинах хит-парадов не один месяц, а альбом разошёлся более чем 1 400 000 тиражом. В день релиза в Москве было продано 100 тыс. экземпляров дисков и 200 тыс. аудиокассет альбома. По информации компании 2М и Lenta.ru альбом стал одним из самых коммерчески успешных релизов начала 2000-х гг. в России.
С альбома было выпущено 5 синглов — «Шуга», «Невеста», «Ненавижу», «Глюк’oZa Nostra» и «Малыш». На некоторые из этих песен были сняты клипы в стиле аниме. Заглавная песня «Глюк’oZa Nostra» была выпущена радио-синглом. После выпуска альбома был записан дуэт с Веркой Сердючкой «Жениха Хотела». Изначально его планировали включить в переиздание альбома, но ни в переиздание альбома «Глюк’oZa Nostra», ни в следующий альбом «Москва» дуэт не попал.

## Концертный тур в поддержку альбома
В поддержку альбома Глюк’oZа провела концертный тур по России. Первый этап концертного тура начался с Камчатки. Сет-лист включал в себя песни из дебютного альбома, а также ремиксы на них. Фрагменты концертного тура «Глюк'oZa Nostra» вошли в документальный фильм «Глюк'oZa. Энциклопедия. Том 1».
Во время концертов музыканты и сама Глюк'oZa сначала появлялись на шести больших экранах в виде мультяшных героев. Вскоре появлялась настоящая Глюк'oZa в белой завязанной рубашке и черной мини юбке, чтобы исполнить хит «Невеста». Во время исполнения концертной программы певица танцевала и общалась с аудиторией, после чего покидала сцену, а музыканты в это время продолжали играть. Наталья снова появлялась на сцене в белом плаще и красных штанах, исполняя песню «Глюк’oZa Nostra». В конце концерта Наталья исполняла на бис ремикс на «Невесту». После этого она раздавала автографы.
В целом концертный тур получил положительные отзывы критиков. Ирина Покоева из «Байкал-Инфо» описала шоу как «эффектно, привлекательно, и необычно», а выступление Глюк'oZы охарактеризовала как «гиперактивность всех частей тела одновременно, а иногда Наталья роняла свое тело, словно у ее марионеточных ручек вдруг порвались веревки».

## Реакция критики
Алексей Мажаев из агентства InterMedia дал альбому смешанную оценку. Он отметил «противный голос, копирующий Агузарову, песни, напоминающие Земфиру, 'Агату Кристи' и прочий рокапопс, компьютерные картинки, „горилласоподобно“ заменяющие изображения настоящих музыкантов». Однако, по мнению рецензента, «при многократном прослушивании диска минусы 'Глюкозы' чудодейственным образом обращаются в плюсы: странный монотонный тембр начинает завораживать, мелодии прицепляются и возникает даже эффект подпевания».  Также он посчитал, что диск «вполне мог стать русской синти-поп-сенсацией».
На сайте Звуки.ру в основном альбом оценили положительно, однако посчитали, что «музыка новой дивы бедновата и однообразна» и что «однообразие музыкального материала может отпугнуть потенциального взрослого слушателя Глюкоzы». На сайте отметили обложку альбома, посчитав, что она понравится детям.
Редакция музыкального журнала Play положительно оценила пластинку, поставив ей оценку 4 из возможных 5 и назвав альбом «героем» лета 2003 года. По мнению авторов, «две трети» треклиста составляют «стопроцентные хиты», тексты которых «разойдутся на крылатые фразочки», а мелодии будут «звучать в головах совершенно против воли». По словам авторов, в альбоме присутствуют «довольно едкие пародии» на «Агату Кристи», Земфиру и Мумий Тролль, а также был отмечен «стервозный» вокал певицы — редакция Play так же сравнила её тембр с Агузаровой.

## Список композиций
| №                   | Название            | Длительность |
| ------------------- | ------------------- | ------------ |
| 1.                  | «Глюк'oZa Nostra»   | 3:19         |
| 2.                  | «Шуга»              | 3:55         |
| 3.                  | «Невеста»           | 4:08         |
| 4.                  | «Ненавижу»          | 3:36         |
| 5.                  | «Малыш»             | 4:08         |
| 6.                  | «Ля Мур»            | 3:15         |
| 7.                  | «Аста Ла Виста»     | 3:46         |
| 8.                  | «Моя любовь»        | 3:45         |
| 9.                  | «Вокзал»            | 3:46         |
| 10.                 | «Снег»              | 4:00         |
| Общая длительность: | Общая длительность: | 37:38        |

Автор и продюсер всех песен — Максим Фадеев (на обложке самого альбома указано только «слова и музыка — Глюкоза» для поддержания анонимности).

## Участники записи
- Наталья Чистякова-Ионова — вокал;
- Артём Семенкович — соло-гитара;
- Денис Вискунов — гавайская гитара;
- Антон Лымарев — стик-бас;
- Кирилл Савичев — ударные;
- Владимир Горовенко — клавишные;
- Максим Фадеев — исполнительное продюсирование

## Награды и номинации
| Год  | Премия            | Номинируемая работа        | Категория                       | Итог      | Прим.         |
| ---- | ----------------- | -------------------------- | ------------------------------- | --------- | ------------- |
| 2003 | Золотой граммофон | «Невеста»                  | Статуэтка «Золотого граммофона» | Победа    | [ 12 ]        |
| 2003 | Песня года        | «Невеста»                  | Лауреат                         | Победа    | [ 13 ]        |
| 2003 | Стопудовый хит    | «Невеста»                  | Лауреат                         | Победа    | [ 14 ]        |
| 2004 | Премия Муз-ТВ     | «Глюк’oZa Nostra» (альбом) | Лучший альбом                   | Номинация |               |
| 2004 | Премия Муз-ТВ     | «Невеста»                  | Лучшее видео                    | Номинация |               |
| 2004 | Рекордъ           | «Глюк’oZa Nostra» (альбом) | Альбом года                     | Победа    | [ 15 ] [ 16 ] |
| 2004 | Рекордъ           | «Глюк’oZa Nostra» (альбом) | Дебют года                      | Победа    | [ 15 ] [ 16 ] |
| 2004 | MTV RMA           | «Глюк’oZa Nostra» (клип)   | Лучшее видео                    | Номинация | [ 17 ]        |
| 2015 | Золотой граммофон | «Невеста»                  | Юбилейная премия                | Победа    |               |